# Gai Fanni (acusador)
Gai Fanni (en llatí Caius Fannius) va ser un polític romà del segle i aC. Formava part de la gens Fànnia, una gens romana d'origen plebeu.
Va ser una de les persones que va signar l'acusació contra Publi Clodi Pulcre l'any 61 aC. L'any 59 aC va ser denunciat per Luci Vetti com a còmplice en la conspiració contra Gneu Pompeu. Podria ser la persona del mateix nom que va ser tribú el 59 aC però en general no s'accepta, ja que Ciceró no el menciona amb aquest càrrec. Sí que podria ser el legat enviat per Lèpid l'any 43 aC i que al final del mateix any va ser proscrit i es va refugiar amb Sext Pompeu a Sicília. L'any 36 aC quan Sext Pompeu era a Àsia, Fanni i altres van desertar del seu partit i es van passar a Marc Antoni.